# 573 Реха
573 Реха (573 Recha) — астероїд головного поясу, відкритий 19 вересня 1905 року Максом Вольфом у Гейдельберзі.